# Lindernia dinteri
Lindernia dinteri é uma espécie botânica do gênero Lindernia pertencente à família Linderniaceae.